# Hekerle László
Hekerle László (Budapest, 1956. október 19. – Budapest, 1986. július 1.) magyar író, esszéíró.

## Életpályája
1976–1977 között eladóként dolgozott egy könyvesboltban. 1977-től a budapesti egyetem magyar-olasz szakos hallgatója volt. 1982-ben a Római Magyar Akadémia ösztöndíjasa volt. A Medvetánc című folyóirat egyik alapító szerkesztője volt. 1983-tól a Lapkiadó Vállalat terjesztőjeként dolgozott. Művei az Alföld, az Életünk, az Élet és Irodalom, a Jelenkor, a Könyvvilág, a Mozgó Világ és a Nagyvilág című lapokban volt olvasható.

## Művei
- A nincstelenség előtt; vál. Abody Rita et al., jegyz. Abody Rita munkája; Magvető, Bp., 1988 (JAK füzetek)

## Díjai
- Móricz Zsigmond-ösztöndíj (1985)